# UCL School of Slavonic and East European Studies
Die University College London School of Slavonic and East European Studies (SSEES) ist das größte Zentrum für Studien und Forschung über Zentral-, Ost- und Südosteuropa und Russland im Vereinigten Königreich. Neben einer breiten Fächerpalette, die Geschichte, Politikwissenschaft, Wirtschaftswissenschaft, Soziologie und Literaturwissenschaft umfasst, werden an der SSEES auch über ein Dutzend Fremdsprachen der Region gelehrt. SSEES ist Teil des University College London.

## Geschichte und gegenwärtige Ausrichtung der SSEES

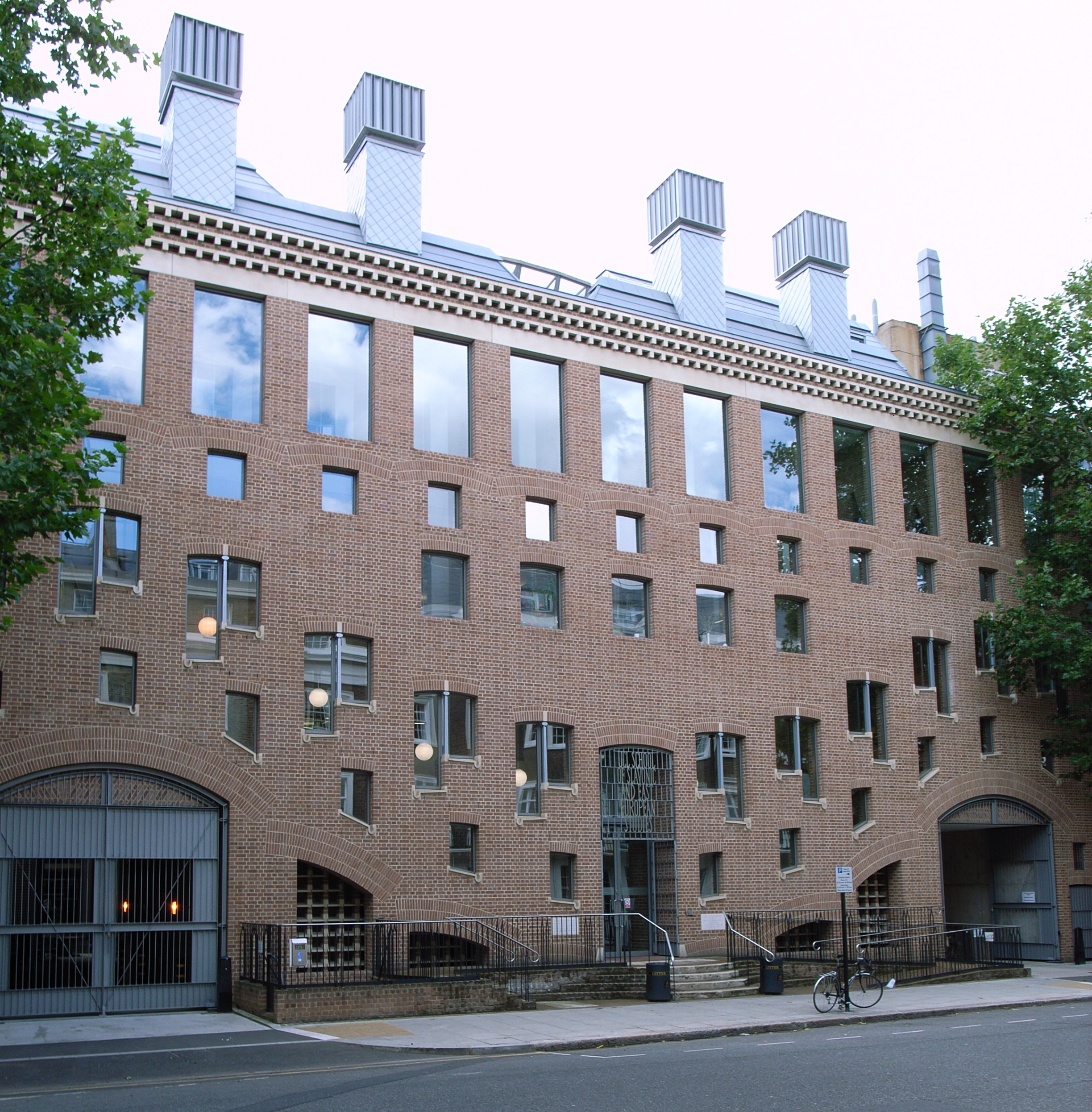
UCL School of Slavonic and East European Studies

SSEES wurde – zunächst als Abteilung des King’s College London – im Jahr 1915 von Tomáš Garrigue Masaryk gegründet, welcher später Präsident der Tschechoslowakei wurde. Nach langer Zeit als unabhängiger Teil der University of London schloss sich die SSEES im Jahr 1999 mit dem University College London (UCL) zusammen. Heute studieren dort fast 900 Personen.
Die SSEES genießt internationales Ansehen als interdisziplinäre Forschungseinrichtung und gilt international als wichtigstes Zentrum zur Ausbildung der nächsten Generation von Spezialisten für die Staaten Osteuropas und Russland. Viele Studenten arbeiten im Anschluss an ihr Studium für Unternehmensberatungen, NGOs, Regierungen oder die Europäische Kommission; einige der an der SSEES tätigen Dozenten beraten ebenfalls die Regierungen ihrer Heimatländer oder die Europäische Kommission. Die SSEES ist zudem Herausgeberin mehrerer Fachzeitschriften (darunter auch das vollständig von Master-Studenten und Doktoranden gestaltete 'Slovo') und organisiert regelmäßig Seminare, Vorträge und Policy-Briefings.

## Bibliothek
Mit über 357 000 Büchern, Pamphleten, Zeitungen und Zeitschriften ist die Bibliothek europaweit einzigartig in der Fülle an öffentlich zugänglichen Materialien zur Thematik, aber auch in dem Ausmaß der Sammlung von Zeitungen aus den betreffenden Ländern. Die Sammlungen der Bibliothek werden von Wissenschaftlern aus aller Welt benutzt und wurden in der Vergangenheit durch elektronische und audio-visuelle Materialien erweitert. 
Die Bibliothek stellt somit eine der führenden Forschungssammlungen in Großbritannien für den Bereich der Studien Osteuropas und der Sowjetunion dar. Der Schwerpunkt liegt hierbei auf den Sprachen, der Literatur, Geschichte, Politik, Ökonomie und Geographie Russlands, der westlichen Republiken der UdSSR sowie Finnlands, Polens, Tschechiens, der Slowakei, des früheren Jugoslawien, Ungarns, Rumäniens, Bulgariens und Albaniens. Weitere Gebiete umfassen Kunst, Demographie, Ethnographie und Religion. Zudem werden Materialien über die DDR, die Geschichte Deutschlands und Österreichs, die Sorben, Ugro-Finnische Studien sowie Slawistik im Allgemeinen gesammelt.

## Nennenswerte (ehemalige) Mitarbeiter
- Norman Davies, britischer Historiker
- Tomáš Garrigue Masaryk, Mitbegründer der SSEES sowie Gründer und erster Staatspräsident der Tschechoslowakei
- Jacek Rostowski, polnischer Finanzminister